# Aku Louhimies
Aku Louhimies (*3. července 1968) je finský režisér a scenárista. Na počátku své kariéry natočil několik krátkometrážních filmů, dokumentů, televizních seriálů a hudebních videoklipů. Svůj první celovečerní film Automat na lásku natočil až v roce 2000. V letech 2005 a 2006 získal celkem tři ceny Jussi: dvakrát za nejlepší režii za filmy Zamrzlá země a Mrazivé město a jedenkrát za nejlepší scénář za film Zamrzlá země.
Louhimies se v roce 2003 oženil s finskou herečkou Laurou Malmivaara a měli spolu dvě dcery. V roce 2012 se rozvedli.

## Filmografie

### Filmy
- Automat na lásku (Levottomat, 2000)
- Kuutamolla (2002)
- Zamrzlá země (Paha maa, 2005)
- Riisuttu mies (2006)
- Mrazivé město (Valkoinen kaupunki, 2006)
- Rozkaz (Käsky, 2008)
- Vuosaari (2012)
- 8-pallo (2013)
- Neznámý voják (2017)

### Televizní seriály
- Sydänten akatemia (1998)
- Isänmaan toivot (1998)
- Irtiottoja (2003)